# Los Angeles Rams 1992
La stagione 1992 dei Los Angeles Rams è stata la 55ª della franchigia nella National Football League e la 47ª a Los Angeles Con un record di 6-10 la squadra chiuse all'ultimo posto della division, mancando i playoff per il terzo anno consecutivo.

## Roster
| Roster dei Los Angeles Rams nel 1992 |
| --- |
| Quarterback - 11 Jim Everett - 14 Mike Pagel Running Back - 39 Robert Delpino FB - 43 Cleveland Gary - 38 David Lang Wide Receiver - 83 Flipper Anderson - 89 Jeff Chadwick - 84 Aaron Cox - 80 Henry Ellard - 81 Todd Kinchen Tight End - 88 Pat Carter - 86 Damone Johnson - 87 Jim Price Offensive Linemen - 61 Bern Brostek C - 51 Blair Bush C - 72 Robert Jenkins T - 66 Tom Newberry G - 64 Gerald Perry T - 71 Joe Milinichik G - 69 Jeff Pahukoa G/T - 78 Jackie Slater T Defensive Linemen - 96 Marc Boutte DT - 90 Sean Gilbert DT - 70 Bill Hawkins DE - 95 Mike Piel DT - 97 Gerald Robinson DE - 92 David Rocker DT - 99 Alvin Wright DT - 76 Robert Young DE Linebacker - 59 Paul Butcher - 91 Kevin Greene OLB - 52 Larry Kelm MLB - 58 Roman Phifer OLB - 53 Fred Strickland OLB Defensive Back - 28 Robert Bailey CB - 20 Darryl Henley CB - 31 Steve Israel - 27 Sammy Lilly CB - 41 Todd Lyght CB - 26 Anthony Newman FS/SS - 23 Michael Stewart SS - 37 Pat Terrell FS Special Team - 17 Don Bracken P - 10 Tony Zendejas K |
| Legenda - I rookie sono in corsivo. - Il primo ruolo è il principale mentre gli eventuali successivi indicano i ruoli secondari. - (IR) sta per Injured Reserve ed indica la lista ristretta per un solo giocatore infortunato che può tornare ad allenarsi dopo la settimana 6 e a rientrare in prima squadra dopo che questa ha giocato 8 partite. - (NF-Inj.) / (NF-Ill.) stanno rispettivamente per Non-Football Injured e Non-Football Illness ed indicano le liste dove viene inserito un giocatore che ha un infortunio o una malattia non dipendente dal football americano. - (PUP) sta per Physically Unable to Perform ed indica la lista dove viene inserito un giocatore mentre è in attesa di recuperare la condizione fisica. Nella stagione regolare dopo la sesta partita giocata dalla propria squadra, il giocatore ha tempo tre settimane per riprendere ad allenarsi, più tre settimane aggiuntive dal suo rientro agli allenamenti per rientrare in prima squadra.                                                         |

Fonte:

## Calendario
| Stagione regolare |                         |           |
| Turno             | Avversario              | Risultato |
| 1                 | at Buffalo Bills        | S 40–7    |
| 2                 | New England Patriots    | V 14–0    |
| 3                 | at Miami Dolphins       | S 26–10   |
| 4                 | New York Jets           | V 18–10   |
| 5                 | at San Francisco 49ers  | S 27–24   |
| 6                 | at New Orleans Saints   | S 13–10   |
| 7                 | New York Giants         | V 38–17   |
| 8                 | Pausa                   | Pausa     |
| 9                 | at Atlanta Falcons      | S 30–28   |
| 10                | Phoenix Cardinals       | S 20–14   |
| 11                | at Dallas Cowboys       | V 27–23   |
| 12                | San Francisco 49ers     | S 27–10   |
| 13                | Minnesota Vikings       | S 31–17   |
| 14                | at Tampa Bay Buccaneers | V 31–27   |
| 15                | New Orleans Saints      | S 37–14   |
| 16                | at Green Bay Packers    | S 28–13   |
| 17                | Atlanta Falcons         | V 38–27   |

## Classifiche
| NFC West                |    |    |   |      |     |      |     |     |     |
|                         | V  | S  | P | %    | DIV | CONF | PF  | PS  | STR |
| (1) San Francisco 49ers | 14 | 2  | 0 | .875 | 6–0 | 11–1 | 431 | 236 | V8  |
| (4) New Orleans Saints  | 12 | 4  | 0 | .750 | 4–2 | 9–3  | 330 | 202 | V1  |
| Atlanta Falcons         | 6  | 10 | 0 | .375 | 1–5 | 4–8  | 327 | 414 | A2  |
| Los Angeles Rams        | 6  | 10 | 0 | .375 | 1–5 | 4–8  | 313 | 383 | V1  |